# Tscherskia triton
Genre
Espèce
Synonymes
- Cricetulus nestor Thomas, 1907
- Cricetus triton de Winton, 1899
- Tscherskia albipes Ognev, 1914

Statut de conservation UICN

 LC  : Préoccupation mineure
Le Hamster à longue queue ou Hamster-rat nain (Tscherskia triton) est une espèce de mammifères rongeurs de la famille des Cricétidés. Seule espèce du genre Tscherskia, ce hamster a l'habitude de se lever sur ses pattes arrière et de crier. Cet animal a été considéré comme un animal nuisible car il détruit les récoltes.

## Répartition et habitat
Il est présent dans le nord-est de la Chine, en Corée et dans l'extrême Est de la Russie. On le trouve généralement dans des  habitats xériques ouverts. Il est présent dans les marais, près des rivières et à la lisière des cultures.